# Pulvinaria rhoicina
Pulvinaria rhoicina är en insektsart som beskrevs av De Lotto 1979. Pulvinaria rhoicina ingår i släktet Pulvinaria och familjen skålsköldlöss. Inga underarter finns listade i Catalogue of Life.